# 羅伯茨角 (南極洲)
77°2′S 163°12′E / 77.033°S 163.200°E
羅伯茨角（英語：Cape Roberts）是南極洲的海岬，位於維多利亞地，處於格蘭納特港入口處的南部，由英國探險隊發現，並根據動物學家威廉·羅伯茲（William C. Roberts）命名。目前由南極條約體系管理。